# Philipp Fehl

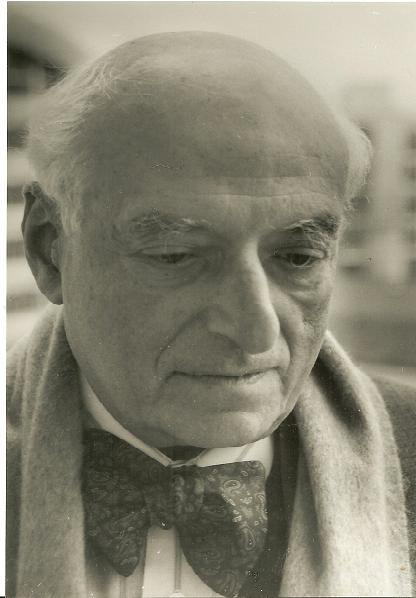
Philipp Fehl (1998)

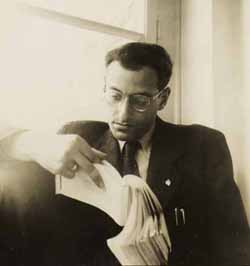
Philipp Fehl (1946)

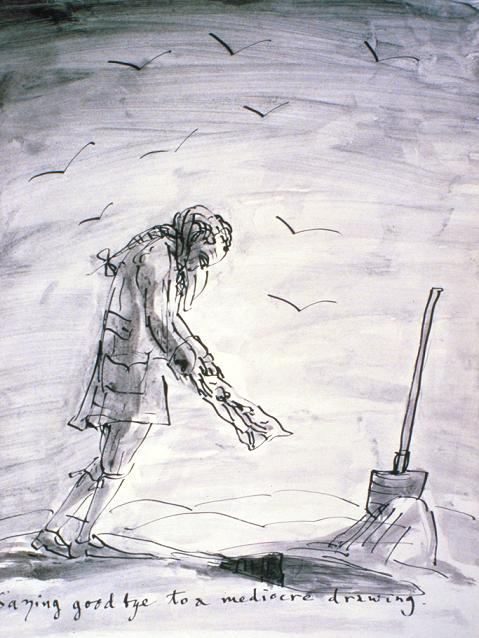
Philipp Fehl: Saying good bye to a mediocre drawing (1986)

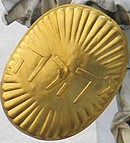
Der goldene Name Gottes (Tetragrammaton) auf dem Michaelerplatz in Wien

Philipp Pinhas Fehl (geboren 9. Mai 1920 in Wien; gestorben 11. September 2000 in Rom) war ein österreichisch-amerikanischer Kunsthistoriker.

## Leben
Philipp Fehl war ein Sohn des jüdischen Schuhmachers Hugo Fehl und der Friedericke Beck, sein jüngerer Bruder Arnold Fehl (1922–1978) wurde Ingenieur und arbeitete eine Zeit lang mit dem Cousin und Erfinder der Leiterplatten Paul Eisler (1907–1992) zusammen. Ein anderer Cousin war der austroamerikanische Ballettfotograf Fred Fehl (1906–1995).
Fehl besuchte das Gymnasium in Wien, er erinnerte sich später, dass sein Vater ihm den goldenen Namen Gottes an der Michaelerkirche gezeigt hat und schrieb darüber 1997 in Sinn und Form. Er floh nach dem Anschluss Österreichs vor der deutschen Judenverfolgung in die Tschechoslowakei und von dort nach Großbritannien. Auch seinen Eltern gelang die Flucht. Fehl arbeitete in einer Druckerei für Kinoplakate in Birmingham und erlernte dabei den Seidensiebdruck. Im August 1940 gelangte er in die USA und begann ein Studium der Malerei am Art Institute of Chicago. Fehl wurde 1942 Soldat der US-Army und erhielt 1943 die Staatsbürgerschaft. Er war als Militärpolizist in Kriegsgefangenenlagern für deutsche Soldaten eingesetzt. 1945 heiratete er die ebenfalls aus Wien stammende Emigrantin Raina Schweinburg (1920–2009), Tochter des Schriftstellers Erich Fritz Schweinburg; sie hatten zwei Kinder. Raina Fehl wurde Lehrerin für alte Sprachen. Nach der Entlassung aus der Armee meldeten die beiden sich für einen Militäreinsatz als Vernehmungsoffiziere bei den Nürnberger Prozessen.
Nach der Rückkehr in die USA studierte Fehl von 1948 bis 1952 Kunstgeschichte an der University of Chicago unter anderem bei Ulrich Middeldorf und bei Peter Heinrich von Blanckenhagen.
Fehl wurde 1963 an der University of Chicago mit einer Dissertation über Standbilder der griechischen und römischen Antike promoviert. Er erhielt Lehraufträge an mehreren Hochschulen und wurde 1969 Professor für Kunstgeschichte an der University of Illinois at Urbana-Champaign, wo er 1990 emeritiert wurde. Das Ehepaar Fehl gründete 1977 den International Survey of Jewish Monuments, ISJM, dessen Präsident er bis 1997 war.
Ab 1990 arbeitete er mit seiner Frau in Rom in der Büchersammlung des Leopoldo Cicognara, die Bestandteil der Vatikanischen Bibliothek ist.
Fehl wirkte auch als Maler; er zeichnete zunächst im expressionistischen Stil, nach 1945 malte er in Anlehnung an Giovanni Domenico Tiepolo 800 Capricci (Tusche/Papier), die er als „picture-poems“ bezeichnete.

## Schriften (Auswahl)
Ausstellungen
- Brita Eckert, Harro Kieser (Bearb.): Philipp P. Fehl, Capricci : eine Ausstellung des Deutschen Exilarchivs 1933–1945 der Deutschen Bibliothek. 2001.

Schriften
- The Classical Monument: Reflections on the Connection between Morality and Art in Greek and Roman Sculpture. New York University Press, New York 1972 (Dissertation Chicago 1963).
- Thomas Appleton of Livorno and Canova’s statue of George Washington. In: Antje Kosegarten, Peter Tigler (Hrsg.): Festschrift Ulrich Middeldorf. Berlin: De Gruyter, 1968, S. 557–560.
- The Ghosts of Nuremberg, in: The Atlantic Monthly, Boston, März 1972.
  - Die Geister von Nürnberg. In: Sinn und Form. Heft 2, 1999, S. 275–298. Übersetzung Freia Hartung.
- Franciscus Junius (the younger), The Literature of Classical Art I. The Painting of the Ancients, London, 1638. II. Catalogus Architectorum, Mechanicorum sed praecipue. A critical edition and translation by Keith Aldrich, Philipp Fehl and Raina Fehl. University of California Press, Berkeley.
- Sprezzatura and the art of painting finely open-ended narration in paintings by Apelles, Raphael, Michelangelo, Titian, Rembrandt and Ter Borch. The Gerson Lectures Foundation, Groningen 1997.
- Nostalgie und Kunstgeschichte. Der goldene Name Gottes auf dem Michaelerplatz in Wien. In: Sinn und Form. Heft 2, 1997, S. 293–297.
- mit Raina Fehl (Hrsg.): Catalogo ragionao dei libri d’arte e d’antichita posseduti dal Conte Cocognara. 1821. Vatikan, 2001.
- mit Raina Fehl: The Cicognara Library: Literary Sources in the History of Art and Kindred Subjects. Leopoldo Cicognara Program at the University of Illinois Library in Association with the Vatican Library, Vatican City, 1989–2009. Microfiche collection of ca 5,000 titles.
- Raina Fehl, Richard Bösel (Hrsg.), Philipp P. Fehl: Monuments and the art of mourning : the tombs of popes and princes in St. Peter’s. Unione internazionale degli istituti di archeologia storia e storia dell’arte, Rom 2007.